# Piper ensifolium
Piper ensifolium är en pepparväxtart som beskrevs av Eduardo Quisumbing y Argüelles. Piper ensifolium ingår i släktet Piper och familjen pepparväxter. Inga underarter finns listade i Catalogue of Life.